# کاروسرا
کاراسرا (به اسپانیایی: Carrocera) یک دهستان اسپانیا است که در استان لئون، اسپانیا واقع شده‌است.

## خصوصیات
کاراسرا ۶۵٫۹۸ کیلومترمربع مساحت و ۵۵۵ نفر جمعیت دارد و ۱٬۰۵۵ متر بالاتر از سطح دریا واقع شده‌است.